# Stelis bigibba
Stelis bigibba är en orkidéart som beskrevs av Rudolf Schlechter. Stelis bigibba ingår i släktet Stelis och familjen orkidéer. Inga underarter finns listade i Catalogue of Life.